# Rumilly (Pas-de-Calais)
Rumilly település Franciaországban, Pas-de-Calais megyében. Lakosainak száma 239 fő (2022. január 1.). Rumilly Thiembronne, Aix-en-Ergny, Herly, Renty és Verchocq községekkel határos.

## Népesség
A település népessége az elmúlt években az alábbi módon változott:
| Lakosok száma | 555  | 621  | 476  | 358  | 314  | 334  | 254  | 251  | 254  | 239  |
|               | 1793 | 1836 | 1866 | 1891 | 1926 | 1962 | 2006 | 2011 | 2017 | 2022 |